# 運命の歌 (ブラームス)
「運命の歌」（うんめいのうた、独: Schicksalslied）作品54は、ドイツの作曲家のヨハネス・ブラームスによって作曲された混声合唱と管弦楽のための楽曲。詩はヘルダーリンの『ヒュペーリオン』による。1868年から1871年にかけて作曲され、1871年10月13日、ヘルマン・レーヴィ指揮によりカールスルーエにおいて初演された。演奏時間は約20分。
ヴォルフガング・フォルトナーは、同じ詩による歌曲「ヒュペーリオンの運命の歌」（Hyperions Schicksalslied）を作曲している（『ヘルダーリンによる4つの歌曲』の一曲）。

## 音楽
全体は明快な二部形式によっており、次のように区分できる。
- 第1部：Langsam und sehnsuchtsvoll（ゆっくりと、極めて憧れをもって）、4/4拍子、変ホ長調…1～103小節
  - まず、管弦楽による長大な序奏があり、天国的な情景を描く。15小節あたりで一度盛りあがった後、次第に音楽は落ち着いてゆき、17小節目で終止する。そして、29小節目から合唱が始まるが、最初はアルトのみで歌い始める。続いて全合唱が加わり、転調を伴って発展する。
  - 102・103小節目でVIIの和音でこの部分が閉じられ、第二部になだれ込む。
- 第2部：Allegro（快活に、速く）、3/4拍子、ハ短調…104～379小節
  - この第2部はさらに三部形式をなし、次の三部分に区分できる。
    - 第1群…104～221小節
      - 極めて激しい弦楽器群のトレモロで開始され、第一部の静かで天国的な曲調と鋭く対照している。それに乗って合唱がユニゾンで激しく歌う。減七の和音を効果的に使い、発展する。次第にダイナミクスが抑えられ、ピアニッシモになったところで第二群に入る。

    - 第2群…194～273小節
      - 第2群は第1群においてユニゾンで歌われていた主題が対位法的に発展し、フガートを形成している。そこからわずかずつであるが音楽が緊張感を増し、再び第2部冒頭の激しい主題に戻る。

    - 第3群…274～379小節
      - この部分は再び第2部最初の極めて激しい弦群のトレモロの主題が再現される。ここでも、この主題が発展し、頂点を迎えた後徐々に音楽はピアノに向かい、Cのユニゾンに終止し、次の部分に入る。
- コーダ：Adagio（ゆっくりと）、4/4拍子、ハ長調…380～409小節
  - この部分においては、もはや合唱はまったく登場しない。第1部の天国的な憧憬を含んだ序奏が、今度はハ長調で管弦楽によって歌われ、全管弦楽の弱奏で曲を閉じる。

## 原詩全文
Hyperions Schicksalslied

Friedrich Hörderlin

Ihr wandelt droben im Licht,

auf weichem Boden, selige Genien!

Glänzende Götterlüfte

rühren euch leicht,

wie die Finger der Künstlerin

heilige Saiten.

Schicksallos, wie der schlafende

säugling, atmen die Himmlischen;

Keusch bewahrtIn bescheidener Knospe

blühet ewig

Ihnen der Geist,

und die seligen Augen

blicken in stiller,

ewiger Klarheit.

Doch uns ist gegeben

auf keiner Stätte zu ruhn;

Es schwinden, es fallen

Die leidenden Menschen

blindlings von einer

Stunde zur andern,

wie Wasser von Klippe

zu Klippe geworfen,

Jahrlang ins Ungewisse hinab. 